# Фейтулаев, Исабек Муртазаевич
Исабек Муртазаевич Фейтулаев (20 ноября 1938, с. Татиль, Табасаранский район, Дагестанская АССР, РСФСР, СССР — 16 июля 2021, Махачкала, Дагестанская АССР, РСФСР, СССР) — советский борец вольного стиля, мастер спорта СССР, Заслуженный тренер РСФСР (1977), Заслуженный деятель культуры Дагестанской АССР.

## Биография
Начал тренироваться в 1957 году. В 1962 году выполнил норматив мастера спорта СССР. В 1966 году перешёл на тренерскую работу. Работал тренером в ДСО «Буревестник», ШВСМ им. Али Алиева и СШОР им. Г. Ахмедова в Махачкале, был тренером сборной Туниса. Подготовил более 20 мастеров спорта. 16 июля 2021 года в Махачкале скончался от осложнения, вызванные коронавирусной инфекцией.

## Известные воспитанники
- Магомедов, Магомед Ибрагимович (1958) — чемпион СССР, четырёхкратный чемпион Европы, победитель Универсиад, обладатель Кубка мира.
- Д. Казакбиев — чемпион СССР среди юношей, чемпион СССР, Европы и мира среди юниоров;
- Магомедзапир Казакбиев — чемпион РСФСР